# FUTURE OF THE DAY
「FUTURE OF THE DAY」（フューチャー・オブ・ザ・デイ）は、Kiss Destinationが1999年11月3日にリリースした5枚目（メジャーデビュー以前から通算すると10枚目）のシングル。

## 内容
本作より、ユニット名を「Kiss Destination」に改称した。
表題曲「FUTURE OF THE DAY」は、インテル「Web Outfitter Service」CMソングに起用された。作詞に関わった吉田は「殻から飛び出したばかりの希望に満ちている感じ」「わかりやすい恋愛ではなく、女友達のことも言ってるし、自分自身のことも書いている」と話している。
カップリング曲「VICTIM」は、インディーズ3枚目のシングルで、アルバム『TRUE KiSS DESTiNATiON』にも収録された楽曲。オリジナルバージョンで収録されている。

## 収録曲
| 全作曲・編曲: 小室哲哉。 |                                    |                    |            |             |      |
| #                        | タイトル                           | 作詞               | 作曲・編曲 | Rap詞       | 時間 |
| 1.                       | 「FUTURE OF THE DAY -SINGLE MIX-」 | 小室哲哉・吉田麻美 | 小室哲哉   | Lisa Wilson | 5:50 |
| 2.                       | 「VICTIM」                         | 小室哲哉・MARC     | 小室哲哉   |             | 4:42 |
| 3.                       | 「FUTURE OF THE DAY -TV MIX-」     |                    | 小室哲哉   |             | 5:49 |
| 合計時間:                | 合計時間:                          | 合計時間:          | 合計時間:  | 16:21       |      |

## クレジット
- Produced, Performed : 小室哲哉
- Mixed : Chris Puram (#1), Ken Kessie (#2)
- Art Direction, Design : たけだゆか, TAKE A'

## 収録アルバム
FUTURE OF THE DAY
- GRAVITY
- ARIGATO 30 MILLION COPIES -BEST OF TK WORKS-

VICTIM
- TRUE KiSS DESTiNATiON
- GRAVITY（「united states mix」として収録）